# 劳尔·冈萨雷斯 (手球运动员)
劳尔·冈萨雷斯（西班牙語：Raúl González，1970年1月8日—），西班牙男子手球运动员。他曾代表西班牙国家队参加1996年夏季奥林匹克运动会手球比赛，结果获得一枚铜牌。